# Night and Day (1946)
Night and Day is een Amerikaanse muziekfilm uit 1946, in Technicolor,  over het leven van Cole Porter, vertolkt door Cary Grant.
Porter's echtgenote werd gespeeld door Alexis Smith; de regie werd gevoerd door Michael Curtiz. In Nederland werd de film destijds uitgebracht onder de titel Dag en nacht.

## Verhaal
Cole Porter is een student aan de faculteit rechten. Hij komt in opspraak, omdat hij de rugbyspelers laat zingen. Hij wordt daarin gesteund door professor Woolley. Porter besluit om  artiest te worden.

## Rolverdeling
| Acteur           | Personage        |
| ---------------- | ---------------- |
| Cary Grant       | Cole Porter      |
| Alexis Smith     | Linda Lee Porter |
| Monty Woolley    | Monty            |
| Ginny Simms      | Carole Hill      |
| Jane Wyman       | Gracie Harris    |
| Eve Arden        | Gabrielle        |
| Victor Francen   | Anatole Giron    |
| Alan Hale        | Leon Dowling     |
| Dorothy Malone   | Nancy            |
| Tom D'Andrea     | Tommy            |
| Selena Royle     | Kate Porter      |
| Donald Woods     | Ward Blackburn   |
| Henry Stephenson | Omar Cole        |
| Paul Cavanagh    | Bart McClelland  |
| Sig Ruman        | Wilowski         |

## Overig
Hoewel nominaal een biografische film over Cole Porter, is dit veeleer een presentatie van zijn liedjes, tegen de achtergrond van een grotendeels fictief verhaal. Porter was homo, wat niet op het scherm mocht.
De film werd genomineerd voor een Oscar (maar won die niet). 
In 2004 ging een tweede biografische film over Cole Porter in première, De-Lovely.